# Hideg Ádám
Hideg Ádám (Kaposvár, 2008. január 9. –) magyar autóversenyző, a Nemzetközi Automobil Szövetség, az FIA égisze alatt megrendezett 2022-es gokart-világbajnokság második helyezettje OKJ kategóriában.

## Pályafutása

### A kezdetek
Ralis családból származik, nagyapja kétszeres abszolút magyar ralibajnok, édesapja, Hideg Krisztián háromszoros horvát ralibajnok autóversenyző.
Ádám 4-5 éves korában ült először gokartban Kaposváron, eleinte egy zárt teherpályaudvaron próbálkozott gumik kerülgetésével, majd 7-8 éves korában már egy helyi bérgokartpályán fejlesztette a tudását. Nem sokkal később, kilencévesen, 2017-ben kezdett versenyszerűen gokartozni, az első tesztjére Kecskeméten került sor, majd eleinte a hazai és a környező országok bajnokságaiban szerepelt, köztük a Morva Kupában.
A 2018-as évben egy magyar csapat színeiben megmérette magát Olaszországban, Mini60 kategóriában, a rangos WSK-sorozatban, és 2019-től már a mezőny állandó résztvevője lett a Lennox Racing, a BabyRace és a KidiX csapatoknál, itt már dobogóra is állhatott.
A junior kategóriába 2021-ben lépett, eleinte a KidiX, majd 2022-től a Fernando Alonsóhoz köthető DPK Racing csapatnál szerepelt, mielőtt a Sodi Kart gyári versenyzője lett. A WSK mellett a Champions of the Future, az FIA gokart Európa-bajnokság és az FIA gokart-világbajnokság mezőnyében is szerepelt, valamint beválogatták a Hungarian Motorsport Academy tagjai közé.
Az FIA gokart-világbajnokságon az OK Junior kategóriában kiharcolt 2. helyével a magyar gokartsport történetében egyedülálló sikert ért el.
A vb után újabb kategóriaváltás következett, a 2022-es év végén és 2023 elején a felnőtt, OK kategóriában állt rajthoz, mielőtt megkezdte a felkészülést a Formula-4-es pályafutására.
A 2023-as év második felében a Van Amersfoort Racing partnercsapatánál, a Monlau Motorsportnál kezdte meg a tesztelést a spanyol Formula-4-es bajnokság helyszínein azzal a céllal, hogy menedzsmentjével közösen kiválasszák azt az istállót, ahol 2024-től versenyezni fog.A 2025-ös szezont a Eurocup szériàban a Palou motorsportnàl kezdte meg, ahol eredményesen szerepel, jelenleg a 3-as szàmú versenyautóban.

### Formula 4
Hideg Ádám és menedzsmentje, valamint a Magyar Mobilitás-fejlesztési Ügynökség Zrt. (HUMDA) 2024. január 31-én sajtótájékoztatón jelentette be, hogy a versenyző a szezont a svájci Jenzer Motorsport színeiben teljesíti majd, és a Formula 4 Winter Series mellett az olasz F4-es bajnokságban is indul.
A Formula 4 Winter Series során februárban Jerezben és Valenciában, márciusban pedig Alcanízban és Barcelonában rendeztek versenyeket. Hideg Ádám két dobogós helyezéssel és egy pole pozícióval zárta a téli felkészülési sorozatot, amely után több ajánlatot is kapott más csapatoktól, és végül az olasz Cram Motorsporthoz igazolt, melynek színeiben a spanyol Formula 4-es bajnokságban állt rajthoz 2024-ben.
A szezon első versenyhétvégéjén, Jaramában rögtön pontszerzéssel mutatkozott be az F4-es spanyol bajnokságban, majd az Aragónban rendezett negyedik fordulón újfent pontszerző helyen zárt a több mint 40 indulót számláló mezőnyben.

### Eredményei a gokart géposztályban
| Szezon  | Kategória | Versenysorozat          | Csapat    | Helyezés |
| ------- | --------- | ----------------------- | --------- | -------- |
| 2022    | OKJ       | Champions of the Future |           | 15.      |
| 2022    | OKJ       | Európa-bajnokság        | Sodi Kart | 18.      |
| 2022    | OKJ       | FIA világbajnokság      | Sodi Kart | 2.       |
| 2022    | OKJ       | WSK Euro Series         | Sodi Kart | 12.      |
| 2022    | OKJ       | WSK Super Master Series | Sodi Kart | 15.      |
| 2022    | OK        | WSK                     | Sodi Kart | 12.      |
| Forrás: |           |                         |           |          |

### Teljes Formula 4-es eredménysorozata
| 23 | 16 | 6 | 18 | 14 | 23 | 26 | 10 | 17 | 7 | 13 | 24 | KI | 23 | 22 | 17 | 22 | 23 |  |  |  |

* = A szezon jelenleg is zajlik.
Ki = Kiesett